# Sân bay quốc tế General Santos
Sân bay quốc tế General Santos (tên gọi khác là sân bay General Santos City) (Cebuano: Tugpahanang Pangkalibutanon sa Heneral Santos, Hiligaynon: Pangkalibutan nga Hulugpaan hát Heneral Santos), (IATA: GES, ICAO: RPMR) là sân bay quốc tế chuyển tiếp nằm trong thành phố của General Santos, Philippines phục vụ khu vực lớn hơn SOCCSKSARGEN (Vùng XII). Tọa lạc ở Prk New Hondagua, Uhaw, Barangay Fatima, Sân bay quốc tế General Santos hiện là sân bay lớn nhất ở đảo Mindanao. Cục Hàng không Dân dụng Philippines (CAAP)- cơ quan chính phủ chịu trách nhiệm quản lý, điều hành Sân bay Quốc tế General Santos cũng như tất cả các sân bay khác trong nước, ngoại trừ các sân bay quốc tế thường xuyên.
Khánh thành ngày 06/07/1996, Sân bay Quốc tế General Santos kịp thời phục vụ lượt du khách, vận động viên và những người tham gia đến từ các vùng khác nhau của đất nước đến với Palarong Pambansa lần thứ 42 (Thể thao quốc tế) được tổ chức tại South Cotabato, Sarangani và General Santos (SOCSARGEN). Sân bay này nhanh chóng thay thế sân bay Buayan cũ và nhỏ hơn tại Barangay Buayan, hiện được chuyển đổi thành một trạm Không quân Philippine và đổi tên thành "Căn cứ không quân Rajah Buayan". Mặc dù mới mẻ, rộng rãi và hiện đại, Sân bay Quốc tế General Santos vẫn giữ lại mã sân bay IATA cũ (GES) từ Sân bay Buayan.

## Các hãng hàng không và điểm đến

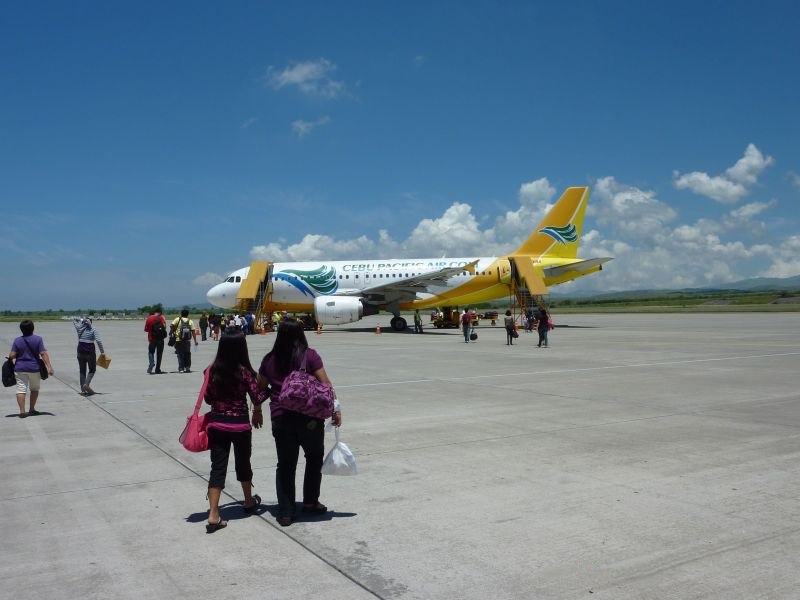
Hành khách lên máy bay Cebu Pacific Airbus A319

| Hãng hàng không                               | Các điểm đến         |
| --------------------------------------------- | -------------------- |
| Cebu Pacific                                  | Cebu, Iloilo, Manila |
| Philippine Airlines                           | Manila               |
| Philippine Airlines điều hành bởi PAL Express | Cebu, Iloilo         |

## Cấu trúc

### Đường bay

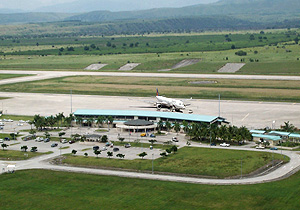
Góc nhìn tổng quan Sân bay Quốc tế General Santos

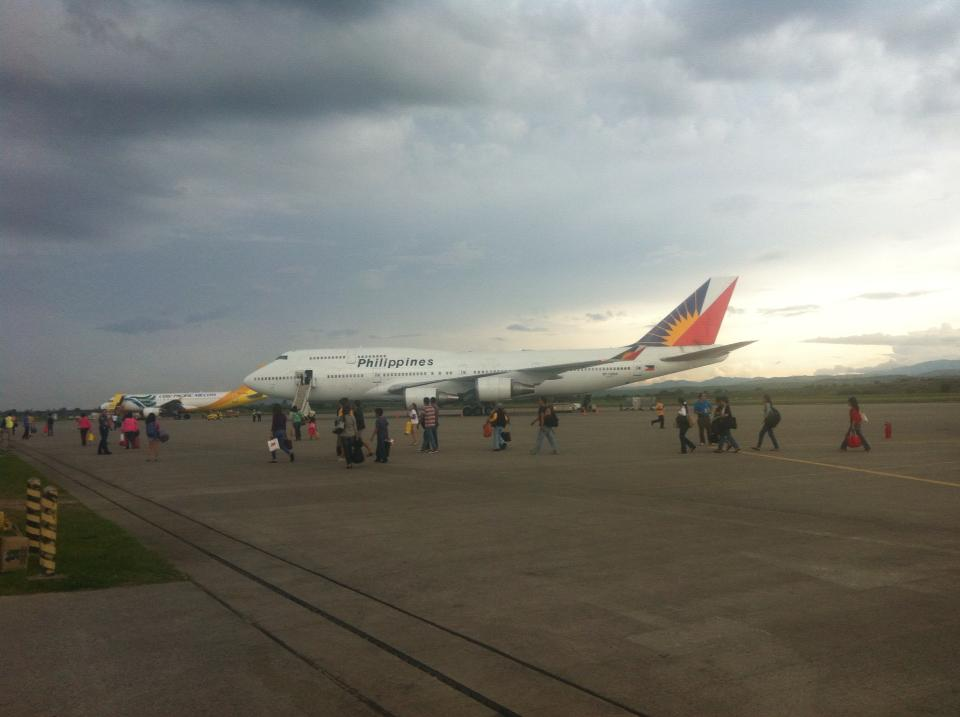
Hành khách đến Sân bay Quốc tế General Santos bằng máy bay Boeing 747-400 của Philippine Airlines, gần đó là máy bay A320 của Cebu Pacific Airbus.

Sân bay quốc tế General Santos có một đường băng 3.227 mét, theo tiêu chuẩn là đường băng 17/35. Được làm hoàn toàn bằng bê tông cốt thép và macadam, đường băng của sân bay là đường băng dài thứ ba ở Philippines, sau Runway 06/24 của sân bay quốc tế Ninoy Aquino và đường băng 04/22 của sân bay quốc tế Mactan-Cebu. Đường băng này có thể đón máy bay Airbus A380.

## Lưu thông
Sân bay Quốc tế General Santos cách khu thương mại trung tâm General Santos khoảng 14 km. Con đường Hữu Nghị Philippine-Mỹ dài 6 km và Đường Tam Hiệp General Santos dài 30 km nối sân bay với đường cao tốc Pan Philippine dẫn đến thành phố cũng như các tỉnh lân cận.

## Số liệu thống kê

### Lưu lượng hành khách
| Năm  | Lượt hành khách | % thay đổi so với năm trước |
| ---- | --------------- | --------------------------- |
| 2001 | 148,204         |                             |
| 2002 | 129,945         | 12.32%                      |
| 2003 | 186,870         | 30.46%                      |
| 2004 | 151,048         | 19.17%                      |
| 2005 | 181,306         | 16.69%                      |
| 2006 | 208,367         | 12.99%                      |
| 2007 | 310,233         | 32.84%                      |
| 2008 | 302,887         | 2.37%                       |
| 2009 | 404,859         | 25.19%                      |
| 2010 | 477,535         | 15.22%                      |
| 2011 | 492,572         | 3.05%                       |
| 2012 | 611,274         | 19.42%                      |
| 2013 | 688,673         | 11.24%                      |
| 2014 | 714,523         | 3.62%                       |
| 2015 | 592,911         | 17.10%                      |
| 2016 | 838,941         | 29.40%                      |